# 울리시 환초

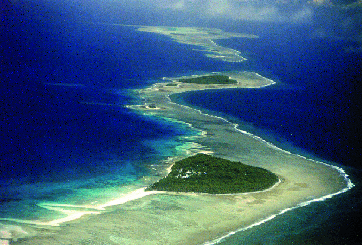
울리시 환초

울리시 환초(Ulithi)는 서부 태평양에 있는 환초로, 미크로네시아 연방의 야프 주에 속한다. 울시 환초(Wulthiy)라고도 한다.
길이는 남북으로 36km, 폭은 24km 정도이며, 산호초의 면적은 548km2이다. 세계의 환초 중 4번째로 크며, 야프섬으로부터 동쪽으로 약 191km 정도에 위치한다. 인구는 773명(2000년 기준)이며, 40개의 섬으로 구성되어 있고, 이 중 팔라로프(Falalop), 아소르(Asor), 모그모그(Mogmog), 페다라이(Fedarai) 4개 섬에 인구가 밀집되어 있다.
1914년 제1차 세계 대전 당시 일본에 점령되었으며, 이후 1920년에 국제 연맹의 위임으로 캐롤라인 제도와 함께 일본에 할양되었다. 그 뒤 제2차 세계 대전 당시 일본군이 무전소와 기상 관측소를 건설했으며, 1944년 팔라우 대공습을 계기로 그 해 9월 일본군이 철수한 뒤에는 미군이 주둔하였다. 미국 해군은 개펄에 700여척의 함선이 정박할 수 있도록 하여 필리핀, 타이완, 오키나와 제도로 파견할 대규모 연합국 부대 집결지로 활용했으며, 제2차 세계 대전 이후 미국의 통치를 받은 뒤 1947년부터 태평양 제도 신탁통치령의 일부로 관리되었으며, 1979년부터 미크로네시아 연방의 일부로 편입되었다.

## 기후
| Ulithi의 기후            | Ulithi의 기후 | Ulithi의 기후 | Ulithi의 기후 | Ulithi의 기후 | Ulithi의 기후 | Ulithi의 기후  | Ulithi의 기후  | Ulithi의 기후  | Ulithi의 기후  | Ulithi의 기후 | Ulithi의 기후 | Ulithi의 기후 | Ulithi의 기후    |
| 월                       | 1월           | 2월           | 3월           | 4월           | 5월           | 6월            | 7월            | 8월            | 9월            | 10월          | 11월          | 12월          | 연간             |
| ------------------------ | ------------- | ------------- | ------------- | ------------- | ------------- | -------------- | -------------- | -------------- | -------------- | ------------- | ------------- | ------------- | ---------------- |
| 일평균 최고 기온 °C (°F) | 30.6 (87.1)   | 30.6 (87.1)   | 30.7 (87.3)   | 31.2 (88.1)   | 31.3 (88.4)   | 31.0 (87.8)    | 30.7 (87.3)    | 30.8 (87.4)    | 31.1 (87.9)    | 31.6 (88.9)   | 31.3 (88.4)   | 30.8 (87.5)   | 31.0 (87.8)      |
| 일일 평균 기온 °C (°F)   | 27.4 (81.4)   | 27.3 (81.2)   | 27.6 (81.6)   | 27.9 (82.3)   | 28.1 (82.6)   | 27.7 (81.8)    | 27.4 (81.3)    | 27.3 (81.2)    | 27.5 (81.5)    | 27.9 (82.2)   | 27.9 (82.2)   | 27.7 (81.8)   | 27.6 (81.8)      |
| 일평균 최저 기온 °C (°F) | 24.3 (75.7)   | 24.1 (75.3)   | 24.4 (75.9)   | 24.8 (76.6)   | 24.9 (76.9)   | 24.3 (75.8)    | 24.1 (75.4)    | 23.9 (75.1)    | 23.9 (75.1)    | 24.2 (75.5)   | 24.5 (76.1)   | 24.6 (76.2)   | 24.3 (75.8)      |
| 평균 강우량 mm (인치)    | 153.2 (6.030) | 113.3 (4.460) | 134.4 (5.290) | 127.0 (5.000) | 167.6 (6.600) | 257.6 (10.140) | 306.8 (12.080) | 393.7 (15.500) | 320.0 (12.600) | 251.2 (9.890) | 228.6 (9.000) | 196.1 (7.720) | 2,649.5 (104.31) |
| 출처:                    |               |               |               |               |               |                |                |                |                |               |               |               |                  |